# Sylvia Likens
Sylvia Likens, född 3 januari 1949 i Lebanon i Indiana, död 26 oktober 1965 i Indianapolis i Indiana, var ett amerikanskt mordoffer. Hon mördades efter att ha utsatts för misshandel och tortyr under flera månader.

## Bakgrund
Sylvia Likens, 16, och hennes yngre syster Jenny (1950–2004), 15, flyttade i juli 1965 in hos Gertrude Baniszewski (1929–1990) och hennes sju barn, då deras föräldrar, Lester (1926–2013) och Betty (1927–1998), arbetade på ett ambulerade nöjesfält och lämnade flickorna hos Baniszewski över sommaren mot 20 dollar i ersättning per vecka. När första betalningen kom för sent, straffade Baniszewski flickorna Likens. De första två månaderna förflöt relativt friktionsfritt, men då den ena dottern, Paula (född 1948), hävdade att Sylvia ljugit om henne, tillät Baniszewski dottern att straffa Sylvia. Dottern slog så hårt mot Sylvias käke att hon själv bröt handleden. Efter detta började Baniszewski allt oftare att slå Sylvia för alla möjliga påhittade orsaker. Den 6 oktober sågs Sylvia för sista gången i skolan.

## Tortyren
I första hand var det Baniszewski, hennes son John Jr. (1953–2005) samt två grannpojkar, Richard Hobbs (1950–1972) och Coy Hubbard (1950–2007) som utsatte Sylvia för misshandel och tortyr. De brände henne med cigaretter, tändstickor, slog henne med ett läderbälte eller slog henne i huvudet med en paddel eller kvastskaft.
Sylvia svalts, anklagades för stöld och förnedrades på alla möjliga sätt. Baniszewski tvingade henne bland annat att föra upp en glasflaska i underlivet framför några av grannpojkarna. Detta ledde till att hon blev inkontinent vilket hon regelbundet straffades för eftersom hon inte kunde hålla tätt. Då tvingades hon sova i källaren på en hög med trasor tillsammans med familjens två hundar. Här blev tortyren än mer sadistisk. I källaren bands Sylvia och tvingades att dricka sin egen urin och äta sin egen avföring. Snart därefter brände Baniszewski och den 15-årige grannpojken Richard Hobbs med en upphettad nål in orden "I'm a prostitute and proud of it!" på Sylvias mage. Några dagar efter detta fick Hobbs rista in siffran 3 på flickans bröst på samma sätt.
Vid ett tillfälle tror man att hon gjort ett försök att ropa på hjälp. En granne skall ha hört någon skrapa med en kolspade mot källargolvet under drygt två timmar mitt i natten. Hon tänkte ringa polisen när det plötsligt slutade. Dagen därpå, när Sylvia låg och mumlade ohörbart, strödde Baniszewski, John Jr. och Hobbs, såpapulver på Sylvia och hällde sedan skållhett vatten på henne. Efter detta sköljde John Jr. henne med kallt vatten från en trädgårdsslang. Baniszewski ansåg att hon bara hittade på, varpå de bar upp henne och gav henne ett bad i ljummet vatten, klädde henne i vita byxor och sedan slog henne i huvudet med en bok. Sylvia var då död.

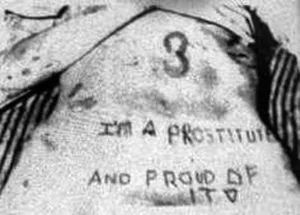
Sylvia Likens mage med de inristade orden "I'm a prostitute and proud of it!".

## Döden
Vid obduktionen kom man fram till att Sylvias dödsorsak var ett slag mot huvudet. Hennes hjärna var kraftigt svullen. Utöver detta var hon uttorkad, svulten, brännmärkt, och hennes hud var infekterad och flagnad efter all denna misshandel. Hon hade bitit igenom sin underläpp så pass att den i stort sett var i två delar. Delar av huden i ansiktet och det mesta av huden på armar, kropp och ben hade flagnat av att ha sköljts med hett vatten. Likens hade mer än 150 märken på kroppen av cigaretter, slag, sår eller brännskador. Hennes fingernaglar var brutna uppåt. Man fann även att hon var väldigt svullen i vaginan på grund av att ha tvingats föra upp en glasflaska i underlivet upprepade gånger.
Sylvia Likens är begravd på Oak Hill Cemetery i Lebanon, Indiana.

## Rättegång och domar
Gertrude Baniszewski dömdes tillsammans med sin äldsta dotter Paula, 17, till livstids fängelse för mord av första graden respektive andra graden. Sonen John Jr., 13, dömdes tillsammans med Hubbard och Hobbs till 2 till 21 år för dråp. 1971 försökte Gertrude och Paula få till en ny rättegång eftersom de ansåg att den första varit präglad av fördomar på grund av medias agerande. Det fick de och Gertrude dömdes igen till livstid. Paula erkände sig skyldig och fick sitt straff reducerat till 2 år. Pojkarna släpptes 1968 för gott uppförande. 1985 släpptes Gertrude villkorligt, bytte namn och flyttade till Iowa. Där dog hon 1990 i lungcancer. Paula gifte sig och flyttade till en farm i Iowa. John blev en så kallad lekmannapredikant inom kyrkan i Texas. Där arbetade han tillsammans med prästerna och hjälpte barn till skilda föräldrar; han är nu avliden. Hobbs dog vid 21 års ålder av lungcancer, fyra år efter att han kom ut ur fängelset. Hubbard har sedan dess arresterats flera gånger men är nu död.
Jenny Likens ledde en massiv protest mot Gertrudes frisläppande 1985. Hon dog 2004 vid 54 års ålder.

## Filmatiseringar
År 2007 producerades filmen An American Crime, baserad på Sylvia Likens tragiska öde. Rollen som Sylvia Likens spelas av Elliot Page.
Samma år producerades filmen The Girl Next Door som bygger på romanen med samma namn av Jack Ketchum. De verkliga personernas namn har dock ändrats. I den spelas Sylvia ("Meg Loughlin") av Blythe Auffarth.